# Paulo Chupeta
Paulo Teixeira de Sampaio, o Chupeta, é um técnico de basquete.

## Carreira
Na temporada 2007/2008 Chupeta foi campeão brasileiro pelo Flamengo. O técnico foi mantido para a temporada 2008/2009 quando novamente conquistou o brasileiro e o inédito título sul-americano. O técnico continuou na Gávea para a disputa do NBB 2009/2010 onde foi vice-campeão perdendo o título para o Universo/Lobos Brasília.

## Títulos
Flamengo
- Liga Sul-Americana: 2009
- Campeonato Brasileiro: 2008 e 2009
- Campeonato Carioca: 2005, 2006,  2007, 2008, 2009 e 2010

Flamengo Base
- Liga de Desenvolvimento de Basquete: 2011 e 2013[1]
- Campeonato Carioca Juvenil: 2011 e 2015